# Microlinyphia zhejiangensis
Microlinyphia zhejiangensis là một loài nhện trong họ Linyphiidae.
Loài này thuộc chi Microlinyphia. Microlinyphia zhejiangensis được Jun Chen miêu tả năm 1991.